# Sylvia Kajoeramari
Sylvia Kajoeramari is een Surinaams politicus. Ze was van 2005 tot 2010 lid van De Nationale Assemblée (DNA).

## Biografie
Kajoeramari is afkomstig uit Galibi in Marowijne en van Karaïbisch-inheemse afkomst. Ze is een zus van voormalig dorpshoofd en DNA-lid (2010-2015) Ramses Kajoeramari.
Zijzelf was eerder al lid van DNA. Tijdens de verkiezingen van 2005 werd ze gekozen voor Pertjajah Luhur (PL) die toen deel uitmaakte van de alliantie Nieuw Front en had zitting tot 2010. Ze was in 2006 een voorpleiter van de instelling van de Dag der Inheemsen als officiële Surinaamse feestdag, in navolging van de Verenigde Naties in 1994.
In 2014 maakte ze de overstap van de PL naar de Algemene Bevrijdings- en Ontwikkelingspartij (ABOP).